# Гуцало Сергій Євгенович
Сергій Євгенович Гуцало (15 квітня 1963) — український науковець і дипломат. Кандидат історичних наук, сходознавець, арабіст. Провідний науковий співробітник.

## Життєпис
Народився у 1963 році. У 1986 році закінчив Московський державний інститут міжнародних відносин, східне відділення, у 1991 році аспірантуру Інституту соціально-економічних проблем зарубіжних країн АН УРСР. У 1991 р. захистив дисертацію на тему «Ліга арабських держав і проблеми близькосхідного врегулювання (1978—1989 рр.)»
У 1991—1994 рр. — науковий співробітник Інституту соціально-економічних проблем зарубіжних країн.
У 1994—1997 рр. — другий, перший секретар Посольства України в Єгипті;
У 1997—1998 рр. — перший секретар, радник відділу Близького і Середнього Сходу та Північної Африки МЗС України;
У 1998—1999 рр. — головний консультант Управління зовнішньої політики Адміністрації Президента України;
У 1999—2000 рр. — старший науковий співробітник Інституту світової економіки і міжнародних відносин (ІСЕМВ) НАН України;
У 2000—2001 рр. — перший секретар Посольства України в Сирії;
У 2001—2014 рр. — старший науковий співробітник, в.о. провідного наукового співробітника ІСЕМВ НАН України;
З 2014 р. — провідний науковий співробітник Державної установи «Інститут всесвітньої історії НАН України».

## Автор наукових праць
- понад 70 наукових і науково-методичних праць, у тому числі 2 колективних монографій, учасник понад 30 наукових заходів.
- Гуцало С. Є. Арабский мир и современные проблемы Ближнего Востока в глобальном контексте /Цивилизационная структура современного мира / ред. Ю. Н. Пахомов, Ю. В. Павленко — К.: Наукова думка, 2008. — C. 168—196.